# 베를린 회의

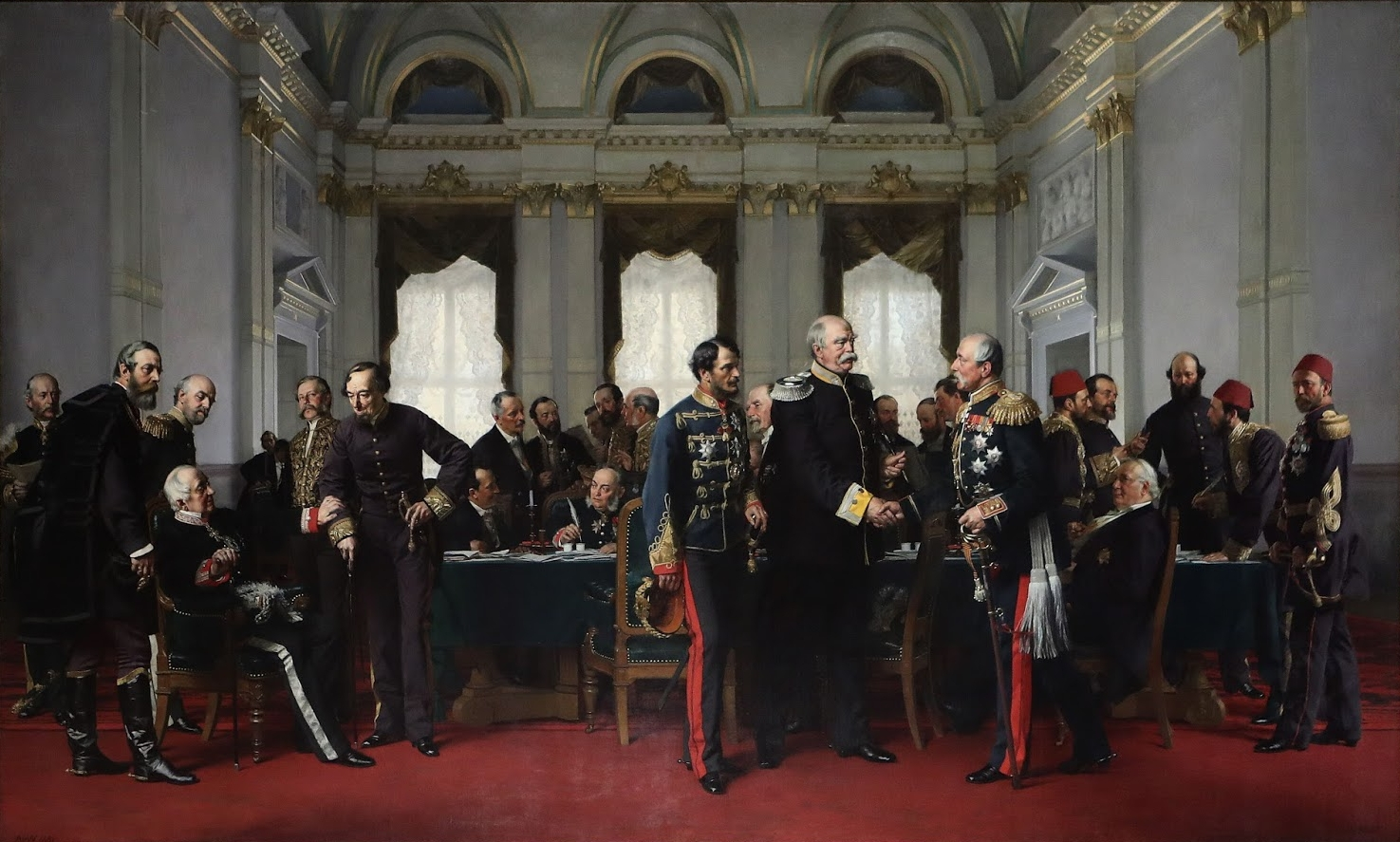
독일 화가 안톤 폰 베르너의 "베를린 회의" (1881년). 1878년 7월 13일 마지막 모임 장면을 그린 것이다.

베를린 회의(독일어: Berliner Kongress, 영어: Congress of Berlin)는 러시아-튀르크 전쟁 이후 체결된 산스테파노 조약을 개정하기 위해 1878년 6월 13일부터 7월 13일까지 베를린에서 개최된 회의로, 유럽 열강들은 이를 통해 발칸반도에서 러시아의 영향력이 지나치게 확장되는 것을 방지하고자 하였다.
독일 제국의 수상 오토 폰 비스마르크의 중재 하에 열린 이 회의는, 발칸반도에서 각 나라가 가지고 있는 이해관계를 조절하고 힘의 균형을 맞춰 발칸 지역을 안정화시키는 것을 목표로 하였다.
그러나 베를린 회의는 최종적으로 열강들의 이해관계의 충돌을 중재하는데 실패하여 모든 국가에 불만족스러운 결과로 끝났다. 이는 국가간 갈등의 불씨로 작용하여 1885년 세르비아-불가리아 전쟁, 1912년과 1913년의 발칸 전쟁, 그리고 1914년 제1차 세계 대전이 발칸반도에서 일어나는 직간접적 원인이 되었다.

## 배경

### 오스만 제국의 쇠퇴와 러시아 제국의 팽창
19세기에 들어오면서 자유주의와 민족주의가 확산됨에 따라 오스만 제국은 점점 더 쇠약해졌다. 특히 민족적, 종교적, 문화적으로 매우 복잡한 구성을 가지고 있었던 발칸반도에서의 민족주의 사상의 확산은 더욱 큰 파급효과를 가지고 오스만 제국의 지배력을 약화시켰다. 그리스인들이 술탄의 지배에 대항하여 일어나 1821년 독립을 쟁취했으며, 슬라브인들 역시 범슬라브주의를 주장하며 유럽에서 오스만 제국을 몰아내어 이탈리아나 독일과 같이 남슬라브족의 통일 단일국가를 형성하고자 시도했다. 그 중심에는 세르비아가 있었다.
세계 최대의 슬라브 국가인 러시아 제국의 입장에서 범슬라브주의 운동의 성공은 곧 발칸반도에서 러시아의 영향력이 확대되는 것을 의미했고, 이에 따라 러시아 역시 범슬라브주의를 지원한다.
러시아는 19세기에 오스만 제국을 1806~1812년, 1828~1829년, 1853~1856년, 1877~1878년의 4차례에 걸쳐 공격한다. 이 같은 러시아-튀르크 전쟁의 목표로는 범슬라브주의 외에도 남하정책의 실현이 있었다.
러시아 제국은 추운 기후 때문에 변변한 항구가 없어, 대양 진출을 위한 부동항 확보를 지상 최대의 과제로 삼았다. 이를 위해 1783년 크림반도를 병합하고 흑해로 진출했으며, 오스만 제국과 끊임없이 전쟁을 하며 남하정책을 추진해왔다. 이 같은 러시아 제국의 정책은 1853년부터 1856년 사이의 크림 전쟁의 예와 같이 때때로 다른 열강들에 의해 저지되기도 했지만, 1877년부터 1878년 사이의 전쟁에서 오스만 제국을 완파함으로써 러시아는 이스탄불을 제외한 오스만 제국의 모든 유럽영토를 장악했다. 러시아는 오스만 제국에 굴욕적인 산스테파노 조약을 강요하고, 오스만 제국은 이를 받아들였다.

### 산스테파노 조약
러시아가 오스만 제국과의 전쟁에서 결정적 승리를 거두면서 1878년 3월 3일 산스테파노 조약이 체결되었다.
조약은 발칸반도 전역이 러시아 제국의 영향권 아래 놓이도록 하는 결과를 가져왔다. 오스만 제국은 사실상 이스탄불을 제외한 모든 발칸 지역의 영토를 상실함으로써, 발칸반도에 대한 영향력을 완전히 상실토록 규정되었다.
오스만 제국은 이전까지는 자신의 속국 또는 자치령이던 몬테네그로, 세르비아, 루마니아를 독립국으로 인정해야 했고, 이들 국가에게 영토를 할양해야 했다.
또한 오스만 제국이 지배하던 불가리아는 불가리아 공국이 되어 자치권을 얻었다. 물론 명목상은 여전히 오스만 제국이 종주권을 가졌지만, 사실상 러시아 제국의 위성국이었다. 불가리아 공국은 모이시아, 트라키아, 마케도니아를 포함하는 거대한 영토를 가지도록 규정되어, 그 영역이 두나야에서 에게해에 이르렀다.
또한 오스만 제국은 러시아에게 1조 4100억 루블을 배상금으로 지불해야 했다.
산스테파노 조약으로 러시아가 지나치게 강대해지자, 여러 열강들은 이에 반발하고 나선다.

### 유럽 열강의 견제 - 충돌하는 이해관계
산스테파노 조약에서 나타난, 범슬라브주의의 실현과 남하정책이라는 러시아 제국의 목표는 다른 유럽 열강들의 이해관계와 정면충돌하게 된다.
- 오스트리아-헝가리은 지정학적 위치상 열강 중 발칸반도에 가장 큰 이해관계를 가진 나라였다. 이탈리아와 독일의 통일로 인해 서쪽(이탈리아 지역)과 북쪽(독일 지역)으로의 진출이 좌절되면서, 오스트리아는 헝가리와의 이중 제국을 수립해 제국의 동부를 강화하는 정책을 쓰고 있었다. 따라서 오스트리아-헝가리 제국의 중흥을 위해 발칸반도로의 진출은 필수적이었다. 
오스트리아-헝가리 제국의 입장에서 러시아 제국의 발칸 진출은 이를 완전히 가로막는 일일 뿐만 아니라, 범슬라브주의를 실현시켜 제국 내 슬라브족의 이탈을 선동함으로써, 다민족 국가였던 합스부르크 제국의 해체를 야기할 위험이 있었다.

- 영국의 이해관계는 남하정책을 통한 해양진출이라는 러시아의 목표를 막는 데 있었다. 19세기 초 이래로 러시아 제국은 부동항 확보를 통한 해양 진출을 시도하면서 세계 곳곳에서 영국과 대립했는데, 1839~1842년, 1878~1880년, 1919년에 걸쳐 일어난 영국-아프가니스탄 전쟁이나 1885년 거문도 사건 등이 이러한 맥락에서 일어난 사건이다. 
 산스테파노 조약의 결과 성립된 불가리아 자치공국은 마케도니아 지역 등을 포함해 지중해에 접하는 넓은 영토를 가지고 있었는데, 사실상 불가리아 공국은 러시아의 위성국이었기 때문에 러시아는 이 영토를 통해 쉽게 지중해로 진출할 수 있었다. 
 당시 지중해의 제해권을 가지고 있던 영국에게 이는 심각한 패권의 위협이었으며, 영국의 입장에서 불가리아 공국의 해안지대 영토 축소 및 오스만 제국의 이스탄불 지배 유지는 러시아의 지중해 진출을 좌절시키기 위해 반드시 필요했다.

- 프랑스는 영국과 마찬가지로 중동지방에 식민지 건설 계획이 있었기 때문에 러시아의 세력이 강대해지는 것을 원치 않았다. 게다가 나폴레옹의 프랑스 제국이 몰락하는 결정적 요인 가운데 하나가 러시아 원정이었기 때문에 프랑스 국민들 사이에서는 아직까지 러시아에 적대적인 감정이 일부 남아 있었다.

- 독일 제국은 다른 열강과 달리 발칸 지역에 직접적 이해 관계가 없었다. 그럼에도 비스마르크가 러시아의 산스테파노 조약을 개정하고자 한 것은 두 가지 이유가 있었다. 
 첫째, 산스테파노 조약은 러시아 제국과 오스트리아-헝가리 제국의 반목을 조장했다. 두 나라의 이해관계가 정면충돌하는 것은 독일 입장에서 부담스러운 일이었는데, 이는 1873년부터 형성된 삼제 동맹으로 인해 두 나라 모두 독일의 동맹국이었기 때문이다. 독일 제국은 자국의 동맹국간에 전쟁이 일어나는 것을 원치 않았다. 
 둘째, 중재자 역할을 할 수 있는 나라는 독일밖에 없었다. 다른 모든 열강들은 발칸반도에 이해관계가 있었기 때문에, 중립적 역할을 할 수 없었다. 독일은 또한 1870년 프로이센-프랑스 전쟁 이래로 유럽 최강대국이었기 때문에 강력한 중재를 통해 힘의 균형을 유지하여 다른 국가가 독일에 도전하는 것을 막아야 했다. 독일 제국이 패권을 주도하는 현 상황 유지를 위해서는 유럽 주요국간의 전쟁을 방지해야 했다.

이러한 여러 열강들의 이해관계가 복합적으로 작용하여 러시아에 강한 외교적 압력을 넣은 끝에 러시아는 러시아-튀르크 전쟁에서 큰 승리를 거두었음에도 불구하고 산스테파노 조약 개정을 위한 회의 소집에 동의하게 된다.

## 회의의 소집

### 소집 과정
러시아 제국의 최대 경쟁 국가인 영국은 러시아의 팽창을 견제하고자 러시아를 전쟁으로 위협하여 러시아의 이스탄불 합병을 저지하였다. 한편, 러시아의 또다른 경쟁국가인 오스트리아-헝가리 제국의 외무장관 언드라시 줄러는 산스테파노 조약의 재검토를 요청하여 베를린 회의를 소집한다.
회의는 독일수상 오토 폰 비스마르크에 의해 주최되어 1878년 6월 13일부터 7월 13일까지 비스마르크의 집무실에서 열리게 되었다.
베를린 회의 시작 전인 6월 4일 영국은 오스만 제국과의 비밀협상을 통해 회의에서 오스만 제국을 지원하는 대가로 키프로스의 관할권을 인계받기로 하였다. 또한, 6월 6일 오스트리아-헝가리 제국과의 협상을 통해 오스트리아가 회의에서 영국의 입장을 지지하는 대가로 오스트리아-헝가리 제국의 보스니아-헤르체고비나에 대한 관할권 요구를 들어 주었다.

### 참가 국가
베를린 회의는 본질적으로 열강들의 이해 관계를 조정하기 위해 소집된 회의였기 때문에 공식 참가국 자격을 얻은 국가는 다음의 열강들 뿐이었다.
- 영국
- 오스트리아-헝가리 제국
- 프랑스
- 독일 제국
- 이탈리아 왕국
- 러시아 제국
- 오스만 제국

당시 발칸반도 내의 다른 모든 국가도 회의에 대표단을 파견하여 자국의 영토 문제를 논하기는 하였지만 공식 참가국은 아니었다. 이러한 국가들은 다음과 같다.
- 그리스 왕국
- 루마니아 왕국
- 세르비아 공국
- 몬테네그로 공국

## 베를린 조약

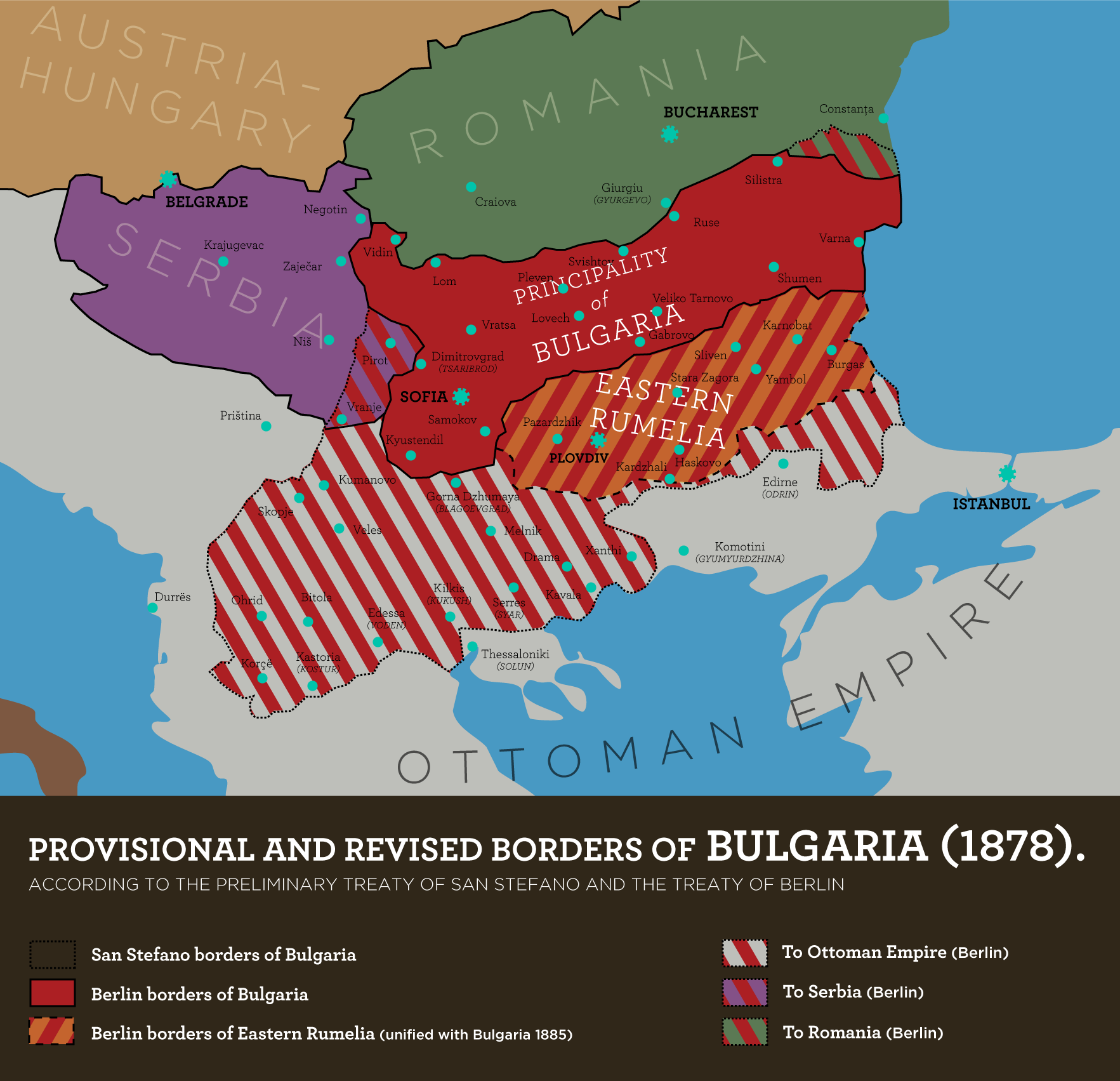
산스테파노 조약에 따른 불가리아 공국의 영토(붉은 선)는 베를린 조약에 의해 축소(완전히 붉은 부분)되었다.

베를린 회의의 결과 체결된 베를린 조약 (1878년)은 산스테파노 조약의 29개 조항 중 18개 조항을 삭제하거나 수정하였다. 이 조약은 발칸반도의 정치적 지형 변동에 큰 영향을 주게 된다.
- 불가리아 공국은 여전히 오스만 제국에게 자치권을 인정받게 되었으나 영토가 대거 축소되었다.[2] 오스만 제국은 동부 루멜리아와 마케도니아를 회복한다.
- 러시아 제국의 주장대로 루마니아 공국, 세르비아 공국, 몬테네그로 공국은 여전히 독립국으로 인정되었으나, 산스테파노 조약으로 오스만 제국에게 할양받은 영토의 일부는 되돌려줘야 했다.
- 오스트리아-헝가리 제국은 중재의 대가로 오스만 제국에게 보스니아-헤르체고비나의 관할권을 받았다. 이것은 보스니아-헤르체고비나가 명목상으로는 여전히 오스만 제국의 영토였지만, 실질적으로는 오스트리아-헝가리 제국의 영토가 됨을 의미했다. 오스트리아는 이 지역을 1908년에 완전 병합한다.
- 영국은 중재의 대가로 오스만 제국으로부터 키프로스의 관할권을 받는다. 영국은 이 지역을 제1차 세계 대전이 발발한 1914년에 완전 병합하였다.

## 파장
베를린 회의는 참가국들의 이해관계를 조율하고자 했으나, 참가국들이 회의의 결과를 부족하게 생각하면서 결과적으로 이해관계를 오히려 복잡하게 만들었다. 각국의 이해가 충돌하면서 발칸반도는 언제 폭발할지 모르는 유럽의 화약고가 되었다.
러시아는 비록 베를린 조약의 체결에 동의하기는 했지만, 러시아인들은 이를 완전히 굴욕적인 조약으로 여겼다. 러시아는 러시아-튀르크 전쟁 (1877년)의 승전국이었지만 이 조약으로 인해 군사적 이익이 대폭 제한되었고, 심지어 경쟁국가인 오스트리아는 보스니아를 실질 병합함으로써 발칸반도에서의 입지를 강화했다. 비스마르크는 삼제 동맹의 동맹국인 오스트리아와 러시아를 모두 만족시키고자 했으나, 의도와 달리 결과적으로 오스트리아의 편을 들어준 것이 되었다. 이는 러시아가 불만을 가지고 후에 삼제 동맹을 탈퇴하는 원인이 된다.
오스트리아-헝가리 제국은 보스니아를 실질적으로 병합하지만, 이는 보스니아인들의 반발을 불러 이후 수십 년간 제국 내의 민족 갈등 문제가 심화된다. 오스트리아는 이 문제를 끝까지 해결하지 못하여 결국 1914년 보스니아의 수도 사라예보에서 사라예보 사건이 일어났다. 이는 제1차 세계 대전의 서곡이 된다.
세르비아, 몬테네그로, 그리스, 불가리아 역시 러시아-튀르크 전쟁 전에 비해 이득을 얻기는 하였으나, 자국이 할당받은 영토에 대해 불만족스럽게 생각하였다. 1885년 세르비아-불가리아 전쟁이나 1912, 1913년의 제1,2차 발칸 전쟁은 이들 국가들의 영토에 대한 불만이 폭발하면서 나타난 결과였다.

## 같이 보기
- 산스테파노 조약
- 러시아-튀르크 전쟁 (1877년)
- 발칸반도